# Northeastern University
Northeastern University är ett amerikanskt privat forskningsuniversitet som ligger i Boston, Massachusetts och hade totalt 27 391 studenter (18 359 undergraduate students och 9 032 postgraduate students) för hösten 2019.
Universitetet grundades 3 oktober 1898 som Evening Institute for Younger Men och 1916 beslutade delstaten att den skulle heta Northeastern College. 1922 blev den ett universitet och fick namnet Northeastern University.
De tävlar med 17 universitetslag i olika idrotter via deras idrottsförening Northeastern Huskies.
Lärosätet rankades på 173:e plats i världen i Times Higher Educations ranking av världens främsta lärosäten 2020.

## Alumner

### Northeastern University
| Film/TV - Terry Carter - D.J. Cotrona Idrottare - Zach Aston-Reese - Matt Benning - Anthony Bitetto - Sam Colangelo - Kendall Coyne - Jérémy Davies - Adam Gaudette - Chanda Gunn - Jordan Harris - Justin Hryckowian - Michael Kesselring - Steven Langton - Devon Levi - Reggie Lewis - Shelley Looney - Josh Manson - Julia Marty - Aidan McDonough - Dan McGillis - Chris Nilan - Karen Nystrom - Jamie Oleksiak - Carlos Peña | - Cayden Primeau - Dan Ross - Kevin Roy - Hayley Scamurra - Florence Schelling - Laura Schuler - Dylan Sikura - Jayden Struble - Vicky Sunohara - Brad Thiessen - Joe Vitale Informationsteknik - Shawn Fanning Kemister - Peter Agre Manager - Bill Aucoin Musiker - Wendy Williams Politiker/offentlig förvaltning - Scott Brown - Lyndon LaRouche Rymdfarare - Gregory Jarvis |

### Northeastern University School of Law
| Politiker/offentlig förvaltning - Mo Cowan - John O. Pastore |